# Garakend (Khojavend)
Garakend est un village d'Azerbaïdjan situé dans le raion de Khojavend.  Elle compte 1 498 habitants en 2005.